# Dolenja vas pri Čatežu

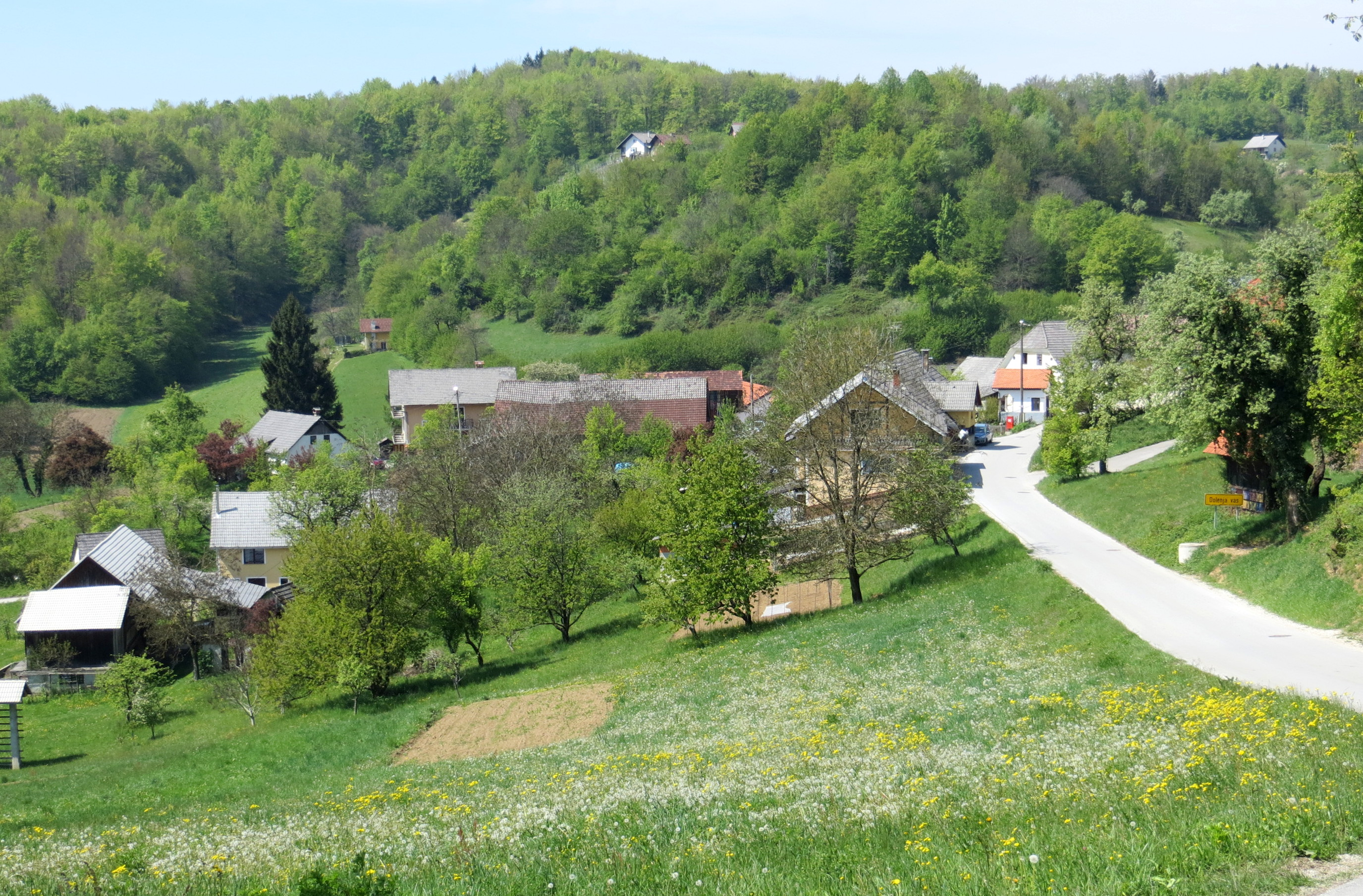
Zicht op het dorp Dolenja vas pri Čatežu

Dolenja vas pri Čatežu is een plaats in Slovenië en maakt deel uit van de gemeente Trebnje in de NUTS-3-regio Jugovzhodna Slovenija. De plaats telde 54 inwoners op 1 januari 2020.